# Nasser Shabani

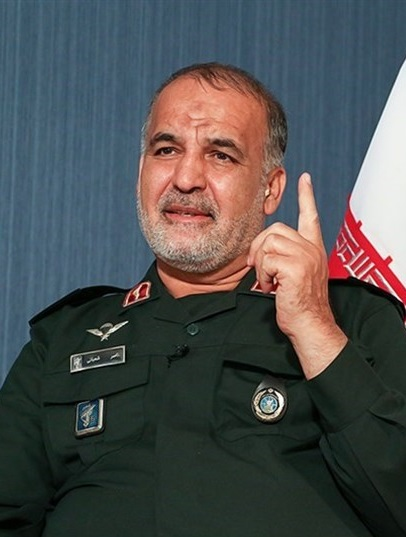
Nasser Shabani

Nasser Shabani oder Nasser Schabani (persisch ناصر شعبانی; * 1957; † 13. März 2020) war ein iranischer Brigadegeneral innerhalb der Iranischen Revolutionsgarde.

## Leben
Shabani begann seine militärische Laufbahn 1982 im Zuge des Ersten Golfkrieges. Im selben Jahr nahm er an der Niederschlagung des Amol-Aufstandes und 1988 an der Operation Mersad teil. Später schrieb Shabani mehrere Bücher über den Ersten Golfkrieg.
2011 wurde er Präsident der Imam-Hossein-Universität. Zuletzt trat er 2018 einer breiten Öffentlichkeit in Erscheinung, als er im iranischen Staatsfernsehen verkündete, der Angriff auf zwei saudi-arabische Öltanker auf der Meeresstraße Bab al-Mandab durch Huthi-Rebellen sei auf Anordnung der Iranischen Revolutionsgarden erfolgt.
Er starb im März 2020 während der COVID-19-Pandemie in Iran an den Folgen einer SARS-CoV-2-Infektion.